# Ничије дете
Ничије дете је српски филм из 2014. године у режији и по сценарију Вука Ршумовића.
Филм је своју светску премијеру имао 4. септембра 2014. године на 71. Филмском фестивалу у Венецији, у оквиру независног такмичарског програма - 29. Међународне недеље филмске критике, док је премијеру у Србији имао 28. фебруара 2015. године на ФЕСТ-у.

## Радња
У рано пролеће 1988. године, дубоко у планинама Босне и Херцеговине, ловци међу вуковима проналазе дивљег дечака, и не знајући ко је, дају му име Харис, а локалне власти га шаљу у централно сиротиште СФРЈ, у Београд.
Иако су медицинске прогнозе лоше, васпитач Илке на сваки начин покушава да помогне дечаку. Први знаци напретка постају видљиви када се Харис веже за другог дечака из сиротишта, Жику. Међутим, по Жику долази отац и он напушта дом, те Харис поново остаје сам. Док чека Жику да испуни своје обећање и врати се по њега, Харис изговара прве речи, потом полази и у школу, где се додатно социјализује.
Након што га је отац отерао од куће, Жика се враћа у дом, али више ништа није као пре. Пошто више не може да се врати у дом, неспособан да се носи са новонасталом ситуацијом, он се убије...

## Улоге
| Глумац            | Улога                |
| ----------------- | -------------------- |
| Денис Мурић       | Харис Пућурица Пућке |
| Павле Чемерикић   | Жика                 |
| Исидора Јанковић  | Алиса                |
| Милош Тимотијевић | Илке                 |
| Тихомир Станић    | Васпитач Радe        |
| Борка Томовић     | Учитељица            |
| Бранка Шелић      | Докторка             |
| Зинаида Дедакин   | Куварица             |
| Горан Шушљик      | Жикин отац           |

## Награде
Филm Ничије дете је добитник четири награде на 71. фестивалу у Венецији 2014. године, као и награду на фестивалима у Пули, Абу Дабију, Палм Спрингсу, Каиру, Висбадену, Загребу и у Београду на 43.-ем ФЕСТ-у је добио „Београдског победника“ за најбољи српски филм. Ничије дете, добио је на копродукционом маркету „WorkinProgress”, у оквиру фестивала „LesArcs” у Француској (од 14. до 21. децембар 2013. године), значајну подстицајну награду која се додељује за филмове у фази постпродукције.